# Havyard 971
Havyard 971 bezeichnet einen aus zwei Einheiten bestehenden Kühl- und Containerschiffstyp der Reederei Royal Arctic Line.

## Geschichte
Die am 24. Februar 2019 bestellten Schiffe wurden auf der spanischen Werft Nodosa in Pontevedra gebaut und im Jahr 2022 an die in Nuuk ansässige Reederei Royal Arctic Line abgeliefert. Sie dienen der Versorgung von Siedlungen an der Küste Grönlands.
Der Schiffsentwurf stammte vom norwegischen Schiffsarchitekturbüro Havyard Design & Solutions in Fosnavåg.

## Beschreibung
Die Schiffe werden von einem Caterpillar-Dieselmotor des Typs 3508C mit 746 kW Leistung angetrieben. Der Motor wirkt über ein Untersetzungsgetriebe auf einen Verstellpropeller mit Kortdüse. Die Schiffe sind mit jeweils einem elektrisch mit 186 kW Leistung angetriebenen Bug- und Heckstrahlruder ausgestattet. Für die Stromerzeugung stehen ein vom Hauptmotor mit 400 kW Leistung angetriebener Wellengenerator und zwei von Scania-Dieselmotoren des Typs DI13 mit 357 bzw. 338 kW Leistung angetriebene Marelli-Generatoren zur Verfügung. Weiterhin wurde ein von einem Scania-Dieselmotor des Typs DI13 angetriebener Notgenerator verbaut.
Die Schiffe verfügen über zwei Laderäume für den Transport temperaturgeführter Ladungen. Die Temperatur in den Laderäumen kann separat zwischen −25 °C und +10 °C eingestellt werden. Der eine der beiden Laderäume ist mit einem hydraulisch bewegbaren Lukendeckel, der andere mit einem Pontonlukendeckel verschlossen.
Die Schiffe können zehn 20-Fuß-Container laden. Zwei 20-Fuß-Container können im Raum, acht an Deck befördert werden. Für Kühlcontainer stehen an Deck sechs Anschlüsse zur Verfügung. In den Laderäumen können neben zwei 20-Fuß-Containern auch 57 Paletten befördert werden. Die Tankdecke in den Laderäumen kann mit 5 t/m² belastet werden.
Die Schiffe sind mit einem Kran ausgestattet, der 12 t heben kann. Der Rumpf der Schiffe ist eisverstärkt.
Die Schiffe sind für den Betrieb mit acht Besatzungsmitgliedern eingerichtet, die in Einzelkabinen untergebracht werden.

## Schiffe
| Havyard 971      | Havyard 971 | Havyard 971 | Havyard 971                               |
| Bauname          | Baunummer   | IMO-Nummer  | Kiellegung Stapellauf Ablieferung         |
| ---------------- | ----------- | ----------- | ----------------------------------------- |
| Arpaarti Arctica | 296         | 9881419     | 9. März 2020 29. April 2021 10. März 2022 |
| Tilioq Arctica   | 297         | 9881421     | 29. Juni 2020 25. Juni 2021 4. Mai 2022   |

Die Schiffe fahren unter der Flagge Dänemarks. Sie sind in Svendborg (Arpaarti Arctica) bzw. Gladsaxe (Tilioq Arctica) registriert.